# Оливковокрилий тукан
Оливковокрилий тукан (Selenidera) — рід птахів родини туканових (Ramphastidae). Включає 6 видів.

## Поширення
Представники роду поширені у Неотропіках від Гондурасу до північного сходу Аргентини. Мешкають в низинних тропічних лісах нижче 1500 метрів над рівнем моря.

## Види
- Тукан панамський (Selenidera spectabilis)
- Тукан гвіанський (Selenidera piperivora)
- Тукан перуанський (Selenidera reinwardtii)
- Тукан колумбійський (Selenidera nattereri)
- Тукан бразильський (Selenidera gouldii)
- Тукан смугастодзьобий (Selenidera maculirostris)